# اميران (ريغستان)
امیران (بالفارسية: امیران) هي قرية تقع في إيران في قسم ریغستان الريفي. يقدر عدد سكانها بـ 673 نسمة .